# 22.º Regimiento de Marines
El 22.º Regimiento de Marines (del inglés: 22nd Marine Regiment) es un regimiento de infantería del Cuerpo de Marines de los Estados Unidos. El 22.º de Infantería de Marina fue activado en junio de 1942 durante la Segunda Guerra Mundial. El regimiento de estaba bajo el mando de una Fuerza de Tareas, la 1.ª Brigada Provisional de Marines, y la 6.ª División de Marines, combatiendo en las batallas de Eniwetok, Guam y Okinawa. El regimiento sirvió en el norte de China después de la guerra y fue desactivado posteriormente en marzo de 1946.
El 22.º de Marines fue reactivado en la Base del Cuerpo de Marines de Quantico, Virginia en el año 1947 y fue totalmente inactivado en octubre de 1949.

## Componentes del regimiento
El 22.º Regimiento de Marines estaba compuesto de tres batallones de infantería y un batallón de cuarte general. Inicialmente el 22.º Regimiento también tenía un 2.º Batallón Separado de Obuses que finalmente se convertiría en un batallón parte del 15.º Regimiento de Marines de la 6.ª División de Marines al momento de su formación.
| Battallones                                     |
| ----------------------------------------------- |
| 21.ª Compañía de Cuarte General 22.º regimiento |
| 1.er Batallón 22.º Regimiento (1/22)            |
| 2.º Batallón 22.º Regimiento (2/22)             |
| 3.er Batallón 22.º Regimiento (3/22)            |

## Historia

### Activación
El 22.º Regimiento de Marines fue activado el 1 de junio de 1942 en Camp Elliot en San Diego, California (área de tiendas de campaña Linda Vista) — el primer regimiento de infantería (Equipo Regimental de Combate) designado como una unidad "independiente" después del inicio de la Segunda Guerra Mundial. El 18 de junio, el 22.o de Infantería de Marina embarcó con rumbo al Teatro del Pacífico, donde el regimiento fue usado para defensa de islas mientras realizaba entrenamiento de pequeñas unidades por aproximadamente un año y medio — primero en las junglas de Samoa occidental y entonces a comienzos de noviembre de 1943, Maui, Hawaii e Isla Wallis — antes de ver combate en febrero de 1944.

### Islas Marshall: Batalla de Eniwetok
El 18 de febrero de 1944, el 22.º Regimiento al mando del coronel John T. Walker, participó en la batalla de Eniwetok, en el área noroeste de las Islas Marshall, capturando las islas de Engebi en 6 horas, Atolón de Eniwetok el 21 de febrero con el 1.er y 3.er Batallones del 106.º Regimiento de Infantería de la 27.ª División de Infantería y el Parry el 22 de febrero. El 22.o de Infantería de Marina procedió a tomar Kwajalein y Roi-Namur entre el 7 de marzo y el 5 de abril. Esta fue la primera unidad del Cuerpo de Marines en emplear formalmente en combate las tácticas del equipo de fuego. El 6 de abril, el regimiento fue enviado a Guadalcanal para descansar, recibir reemplazos y realizar más entrenamiento.

### Islas Salomón del sur, Guadalcanal

#### 1.ª Brigada Provisional Marines
Se descubrió en Guadalcanal que aproximadamente más de 1800 hombre del 22.º Regimiento de Marines habían sido infectados mientras estaban entrenando en Samoa en entre el año 1942 y 1943 con una enfermedad tropical de lenta manifestación llamada Filariasis, la que causa Elefantiasis. El regimiento fue reemplazado con 500 infantes de marina y enfermeros de combate navales que sobraron de la 3.ª División de Marines y reemplazos desde Estados Unidos. Esto redujo grandemente la cantidad de infantes de marina y enfermeros de combate y líderes experimentados dentro del regimiento justo previo a la Batalla de Guam ocurrida en julio. Para la invasión de la isla de Guam, el 44.º Regimiento de Marines, el 22.º Regimiento de Marines y el 305.º Regimiento de Infantería del Ejército formaron el núcleo de la 1.ª Brigada Provisional de Marines la que fue reactivada el 18 de abril de 1944, en Guadalcanal.

### Islas Marianas: Batalla de Guam
El 21 de julio de 1944, la 1.ª Brigada Provisional de Marines asaltó y desembarcó al sur de la Península de Orote en Guam, la isla más grande de las Islas Marianas. La 3.ª División de Marines desembarcó en el norte de la península. El 1.er Batallón 22.º Regimiento de Marines desembarcó en la Playa Amarilla 1 que estaba justo al norte de la Ciudad de Agat, el 2.º Batallón 22.º Regimiento desembarcó en Amarilla 2 y el 3.er Batallón 22.º Regimiento  se mantuvo en reserva y desembarcó en Amarillo 1. En aproximadamente 20 días de combates la isla fue declarada libre de resistencia organizada. El 23 de agosto, el 4.º y 22.º Regimiento de Marines zarparon de regreso a Guadalcanal.

### Guadalcanal

#### 6.ª División de Marines
La 1.ª Brigada Provisional de Marines fue desbandada en septiembre de 1944 estando en Guadalcanal. El 4.º, e 22.ºRegimiento de Marines y el 1.er Batallón 29.º Regimiento de Marines junto con unidades de apoyo y el 2.º y 3.er Batallones 29.º Regimiento de Marines se unieron en septiembre para formar la 6.ª División de Marines en Guadalcanal, la que fue activada el 25 de septiembre.

### Islas Ryukyu (Japón): Batalla de Okinawa
El 1 de abril de 1945, durante la invasión de Okinawa, el 22.º Regimiento de Marines desembarcó en la Playa Verde donde ellos aseguraron el flanco izquierdo de la fuerza de desembarco. A continuación del desembarco ellos avanzaron hacia el norte con el resto de la 6.ª División de Marines y aseguraron la parte norte de la isla. El 13 de abril, el 2.º Batallón 22.º Regimiento alcanzó Hedo-Misaki en la punta más al norte de la isla. Eventualmente ellos avanzaron hacia el sur y se alinearon a la derecha de la 1.ª División de Marines donde ellos finalmente tomarían la ciudad de Naha sufriendo muy fuertes bajas en el proceso. El 16 de mayo, al 22.º Regimiento se le ordenó capturar Sugar Loaf Hill la que fue tomada junto con el 29.º Regimiento en dos días. Después de estar combatiendo en Okinawa desde el 21 de junio, el 22.º Regimiento fue trasladado a Guam para descansar y recuperarse.

### Norte de China
Mientras se recuperaban en Guam, la guerra finalizó el 2 de septiembre de 1945. El 22.º Regimiento de Marines recibió una alerta para prepararse para moverse a China. Toda la 6.ª División de Marines fue enviada al norte de China con la misión principal de aceptar la rendición de las fuerzas japonesas que se encontraban allí y ayudar a aquellos soldados y otros ciudadanos japoneses a regresar a Japón. El 22.º Regimiento desembarcó en Tsingtao el 11 de octubre de 1945 y aún se encontraban allí para el 26 de marzo de 1946 cuando la 6.ª División fue oficialmente inactivada.

### Reactivación e inactivación
El 22.º Regimiento de Marines fue reactivado como Unidad de Demostración de Escuela en las Escuelas del Cuerpo de Marines, Quantico, Virginia, el 1 de septiembre de 1947. Entre sus deberes estaba el entrenamiento de los nuevos oficiales del Cuerpo de Marines en la Escuela Básica, Quantico, Virginia. El regimiento fue totalmente inactivado el 17 de octubre de 1949.

## Galardonados con la Medalla de Honor
A tres infantes de marina y un enfermero de combate naval que estaban asignados al 22.º de Infantería de Marina les fueron otorgadas la Medalla de Honor:
- James L. Day

Póstumas
- Henry A. Courtney, Jr.
- Anthony P. Damato
- Fred F. Lester, (Armada)

## Condecoraciones de la unidad y otros galardones
Una mención o encomio de unidad es un galardón que es otorgado a una organización por la acción citada. A los miembros de la unidad que participaron en dichas acciones se les permite usar en sus uniformes dichos galardones como  distintivos de cinta. Adicionalmente la unidad está autorizada a colocar los gallardetes apropiados en la bandera de la unidad. Al 22.º Regimiento de Infantería de Marina le han sido otorgados los siguientes galardones y  gallardetes de campañas.
|                                         | Mención Presidencial de Unidad                                                                                          |
| Gold star                               | Mención de Unidad de la Armada con estrella de 5/16 pulgadas de oro (cambiada desde una estrella de servicio de bronce) |
|                                         | Medalla de Servicio en China                                                                                            |
| Bronze star · Bronze star · Bronze star | Medalla de la Campaña Asiática-Pacífico con tres estrellas de servicio                                                  |
|                                         | Medalla de Victoria Segunda Guerra Mundial                                                                              |